# Hanumanthapura, Gubbi
Hanumanthapura là một làng thuộc tehsil Gubbi, huyện Tumkur, bang Karnataka, Ấn Độ.